# Prostitución en Fiyi

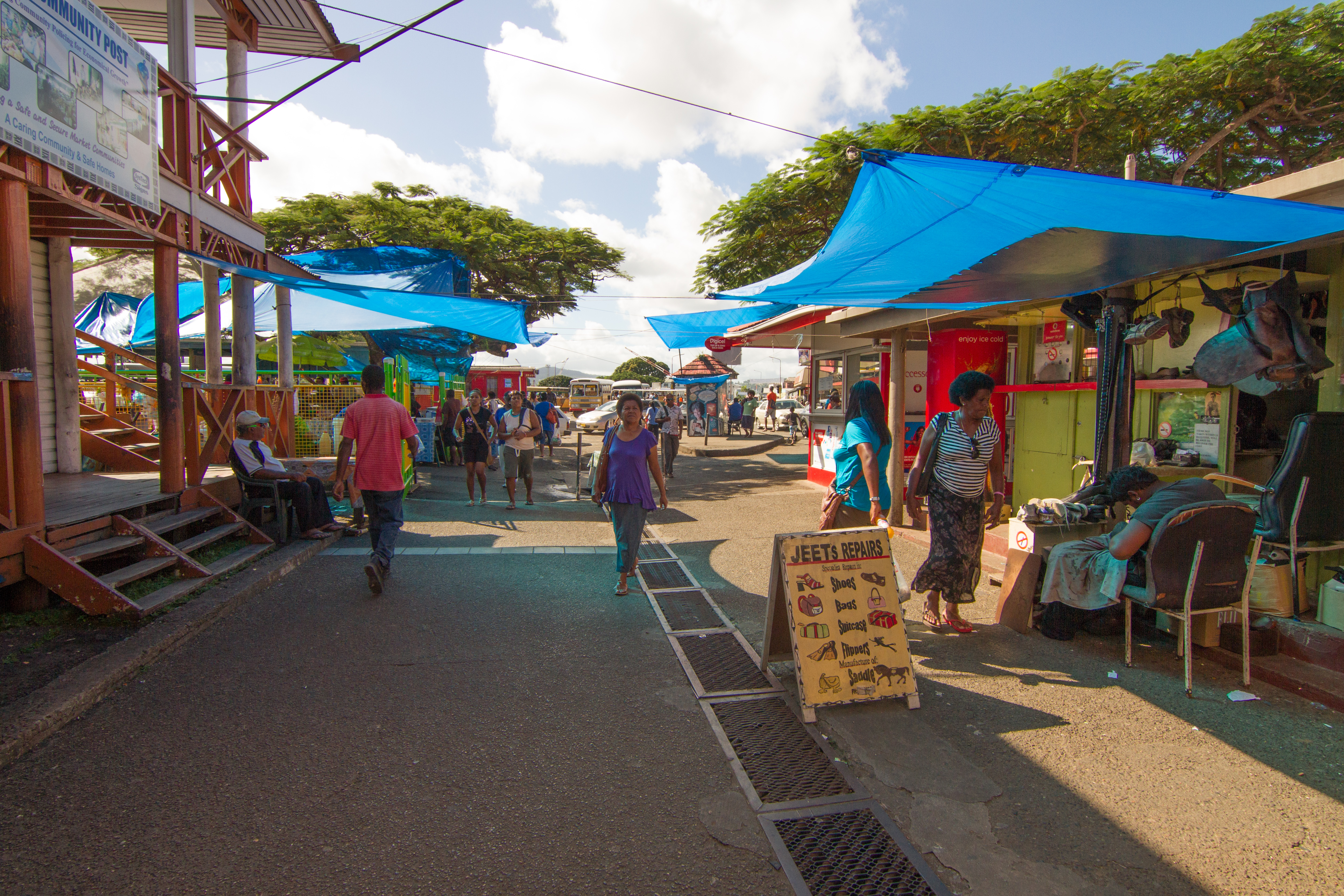
Calle de Suva, capital de Fiyi, foco principal de la prostitución en el país.

La prostitución en Fiyi es legal, pero la mayoría de las actividades relacionadas con ella son ilegales: ejercicio de burdeles, proxenetismo y compra o venta de sexo en público. Las trabajadoras callejeras constituyen el grueso de las prostitutas del archipiélago. Muchas de ellas son asiáticas, sobre todo chinas, que prestan servicios sexuales al creciente número de turistas que llegan al país y también a la población local. Algunas llegan haciéndose pasar por estudiantes, mostrando como tal visas en el aeropuerto. En 2014, se estimó que había 857 trabajadoras sexuales en Fiyi. Aunque la compra y venta de sexo en público es ilegal, la policía no tiene autoridad legal para detener a prostitutas sin que se presente una denuncia oficial para que actúen.
El tráfico de menores es un problema y muchas fundaciones instan a Fiyi a tomar medidas enérgicas contra el tráfico de menores.

## Legislación
El Decreto sobre Delitos de 2009 estableció la legislación relativa al trabajo sexual y sustituye a las disposiciones del anterior Código Penal. El Decreto tipifica como delito los siguientes aspectos de la prostitución:
- Artículo 217 - Proxenetismo.
- Artículo 230 - Vivir a sabiendas de las ganancias de la prostitución.
- Artículo 231 - Solicitación con fines inmorales, búsqueda o compra de sexo en un lugar público.
- Artículo 233 - Mantenimiento de burdeles.
- Artículo 233 - Disposiciones contra la trata de seres humanos.

## Aplicación de la ley
Desde que se introdujo la nueva legislación en 2009, la aplicación de la ley se ha incrementado, especialmente contra las trabajadoras sexuales transgénero, aquellas mujeres que ejercen la prostitución callejera y sus clientes. En 2011, el colectivo denunció que fueron acorraladas por el ejército, sufrieron humillaciones y abusos y fueron sometidas a trabajos forzados. Durante las redadas policiales, han llegado a ser son objeto de agresiones, robos y violaciones. La policía está supuestamente abierta a los sobornos.

## Tráfico sexual
Fiyi es país de origen, destino y tránsito de mujeres y niños víctimas del tráfico sexual. Familiares, taxistas, turistas extranjeros, hombres de negocios y tripulantes de barcos pesqueros extranjeros han explotado presuntamente a niños fiyianos en el tráfico sexual. Algunos menores corren el riesgo de ser víctimas del tráfico, ya que las familias siguen la práctica tradicional de enviarlos a vivir con parientes o familias en ciudades más grandes, donde pueden ser obligados a mantener relaciones sexuales a cambio de comida, ropa, alojamiento o matrícula escolar. 
Las mujeres de China, Tailandia, Malasia y otros países del este asiático son captadas con engaños mediante el señuelo de empleos legítimos en sus países de origen o durante su visita a Fiyi, a veces por organizaciones delictivas chinas, y luego explotadas en burdeles ilegales (que se hacen pasar por salones de masajes y spas), hoteles locales y domicilios particulares.
La Oficina de Vigilancia y Lucha contra la Trata de Personas del Departamento de Estado de los Estados Unidos mantuvo la clasificación en 2023 para Fiyi como país de "nivel 2".